# Ákos Buzsáky
Ákos Buzsáky (Budapest, 7 maggio 1982) è un ex calciatore ungherese, di ruolo centrocampista.

## Palmarès

### Competizioni nazionali
- Campionato portoghese: 1

Porto: 2002-2003
- Campionato inglese di seconda divisione: 1

Queens Park Rangers: 2010-2011

### Competizioni internazionali
- Coppa UEFA: 1

Porto: 2002-2003